# Toytown techno
La toytown techno (également connue sous le nom de kiddy rave ou cartoon rave) est un genre underground de la techno ayant émergé au début des années 1990, caractérisé par la fusion de techno, de jungle ou de breakbeat hardcore avec des échantillons tirés de séries d'animation pour enfants ou de films d'information.
Parmi les chansons populaires de ce sous-genre, citons Speed d'Alpha Team, Summers Magic de Mark Summers, Sesame's Treet de Smart E, Charly de The Prodigy, Roobarb and Custard de Shaft et A Trip to Trumpton d'Urban Hype, qui contiennent des échantillons de Speed Racer, Le Manège enchanté, Sesame Street, Charley Says, Roobarb, et Trumpton, respectivement.